# Темплтон (Вирџинија)
Темплтон (енгл. Templeton) насељено је место без административног статуса у америчкој савезној држави Вирџинија.

## Демографија
По попису из 2010. године број становника је 431.
| Група             | 2000.    | 2010.       |
| Белци             | 0 (0,0%) | 261 (60,6%) |
| Афроамериканци    | 0 (0,0%) | 116 (26,9%) |
| Азијати           | 0 (0,0%) | 2 (0,5%)    |
| Хиспаноамериканци | 0 (0,0%) | 23 (5,3%)   |
| Укупно            | 0        | 431         |